# Athanagild
Athanagild nebo Atanagildo (520/525–567) byl vizigótským králem. Vládl v Hispánii od roku 555 do roku 567.

## Životopis
V roce 551 vypukla v Katalánsku proti vizigótskému králi Agilovi otevřená revolta pod vedením představitele šlechty Athanagilda. Občanská válka přinesla do země chaos a jedna z bojujících stran – údaje se různí – požádala o pomoc východořímského císaře Justiniana I.
Císař vyslal z Konstantinopole do jižní Hispánie (dnešní Andalusie) malou armádu, kterou vedl Liberius, aby zabrala tamější území. Přestože síly byzantské armády čítaly pouze asi 2000 mužů, dosáhla pod Liberiovým vedením velkých úspěchů a poddalo se jí mnoho měst. V průběhu bojů se Athanagild dohodl s císařem a s byzantskou pomocí, včetně flotily hlídkující u pobřeží, roku 554 u Sevilly porazil a zahnal na útěk Agilu. Poražený Agila se uchýlil do Leridy, kde byl zavražděn vlastními lidmi a v roce 555 se vlády ujal Athanagild.
Přístavy a opevněná města na pobřeží, které drželi Byzantinci jménem Athanagilda, se nevrátily pod jeho pravomoc a zůstaly pod nadvládou východořímské říše. Athanagildovi se podařilo získat zpět několik měst, ale následně byl nucen postoupit území na jihovýchodě Pyrenejského poloostrova kolem pobřeží od Alicante a Baleár až k Algarve a dále pak hispánské vnitrozemí až po řeku Guadalquivir. Pod nadvládou východořímské říše se tak ocitla celá někdejší Hispania Baetica (dnešní Andalusie) a zcela určitě města Cartagena, Málaga, Cádiz a s vysokou pravděpodobností i Córdoba. Zbytek vizigótské říše se utápěl v chaosu, centrální vláda upadala a moc v regionech přešla na dominantní jedince či skupiny. Athanagild se snažil získat nadvládu nad svými byzantskými spojenci z Ibérie, ale nebyl úspěšný. Pokusil se zajistit, aby východořímská enkláva na jihu země alespoň spadala pod jeho správu, nicméně toto území zůstalo v rukou Byzantinců ještě dalších 70 let. Existuje jen málo informací o této východořímské nadvládě, která je přehlížena i Justinianovými historiky Prokopiem a Agathiem.
Přestože po dobu celé své vlády musel Athanagild bojovat s Byzantinci, Franky, Svéby a byl napadán Basky v Pyrenejích, podařilo se mu království vnitřně posílit. Byl umírněný ke katolíkům, které jeho ariánští předchůdci utlačovali. Když svébský král Miro II. konvertoval roku 561 na katolickou víru, ocitli se Athanagild a vizigótská šlechta kvůli svému ariánství v mezinárodní izolaci.
Athanagildův dvůr, který založil ve městě Toledu, byl proslulý svou nádherou. Jeho manželkou byla královna Goiswintha, která mu porodila dvě dcery Galswinthu a Brunhildu. Galswintha byla provdána za franského krále Neustrie Chilpericha I. a Brunhilda za franského krále Austrasie Sigiberta I. Athanagild zemřel pokojně ve svém loži.